# غراندي سيكا

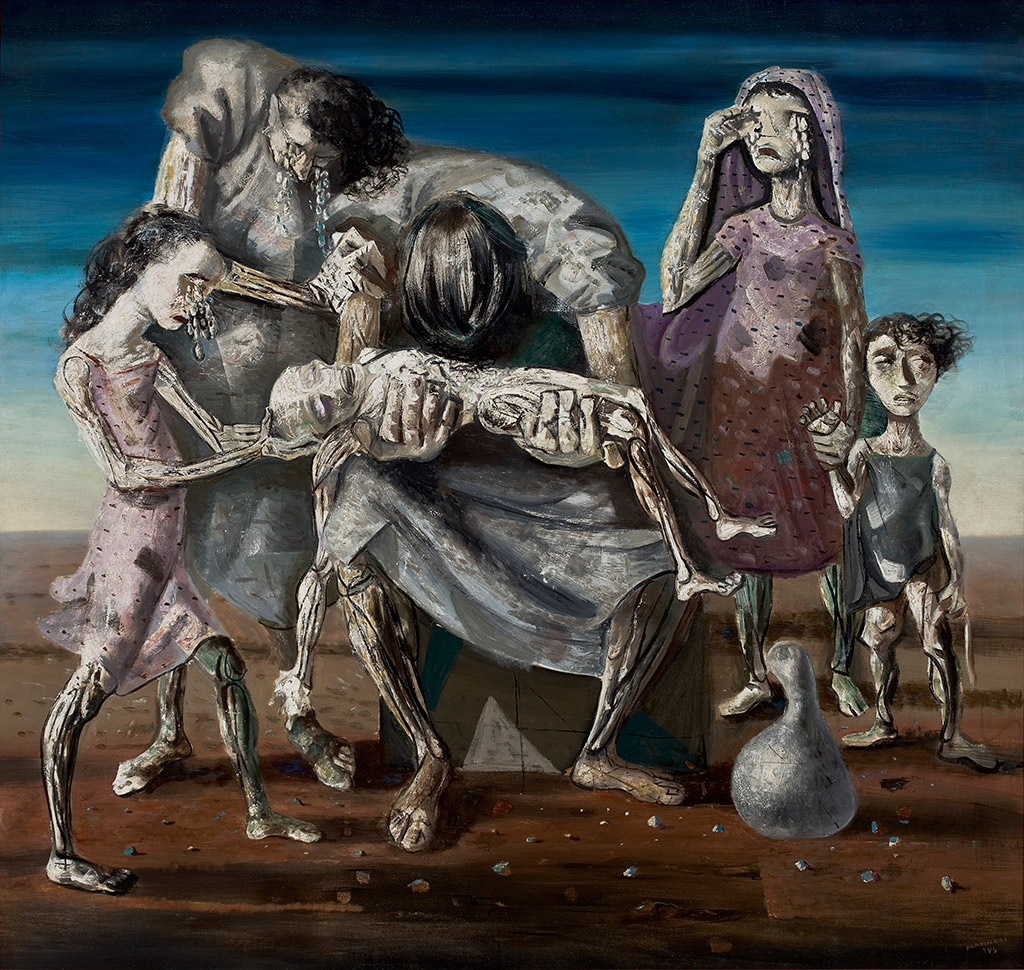
كريانسا مورتا ("الطفل الميت") ، 1944 ، بقلم كانديدو بورتيناري

غراندي سيكا (بالبرتغالية: Grande Seca) أو الجفاف العظيم، أو الجفاف البرازيلي 1877-1878 ، وهو أكبر وأخطر جفاف في تاريخ البرازيل. تسبب في وفاة ما بين 400,000 و 500,000 شخص. وكانوا من بين 800,000 شخص عاشوا في المنطقة الشمالية الشرقية المتضررة، حيث هاجر حوالي 120,000 إلى الأمازون بينما هاجر 68,000 إلى أجزاء أخرى من البرازيل.
تفاقمت حالة غراندي سيكا بسبب سوء إدارة الزراعة والرعي الجائر ونقص الممارسات الزراعية المستدامة إلى تفاقم آثار الجفاف. كان غالبية سكاني سيرتاو (منطقة شبه قاحلة في شمال شرق البرازيل) من المزارعين الفقراء، الذين اعتمدوا على أمطار الشتاء لتوفير المياه للمحاصيل والماشية. لكن بدون إعداد كافٍ، لم يكن فلاحو سرتاو مستعدين للجفاف الممتد وسرعان ما بدأوا يتضورون جوعًا. كانت أكثر المناطق تضررا هي ولاية سيارا، وكان هناك ثلاث سنوات متتالية بدون مطر، أو حصاد، أو زراعة، ومع هروب العائلات تاركين المنطقة مهجورة من السكان. يرتبط حدث الجفاف هذا ما قبله وما بعده بظاهرة النينيو وتدخلها المباشر في مناخ المنطقة وغيرها.
كانت ردود الفعل على الكارثة شبه معدومة. خارج البرازيل، غطت وسائل الإعلام لفترة وجيزة الجفاف. في ولاية سيارا، تم إرسال العديد من طلبات المساعدة إلى الحكومة البرازيلية، ولكن تم تجاهلها في الغالب بسبب التحيزات السياسية والاجتماعية. عندما وصلت المساعدات في نهاية المطاف، تم توزيعها بشكل سيء. تمثلت استجابة الحكومة النهائية في إنشاء مكتب لمعالجة موجات الجفاف المستقبلية في عام 1909  وبناء خزان.

## الأسباب والعوامل

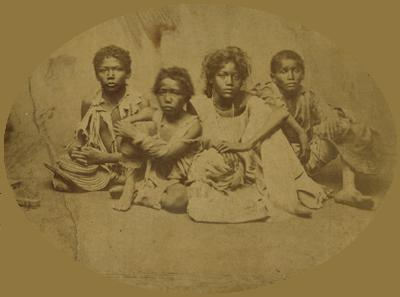
أطفال أثناء الجفاف ، 1878

### العوامل البيئية
المنطقة الشمالية الشرقية البرازيلية هي منطقة تعرقل فيها التنمية السياسية والاجتماعية بسبب البيئة القاسية لسيرتاو القاحلة. يبلغ متوسط درجة الحرارة السنوية في سيرتاو ما بين 20 درجة مئوية و 28 درجة مئوية وبحد أقصى 40 درجة مئوية. تعد وفرة المنطقة مصدر قلق للمزارعين والحكومات المحلية على حد سواء. في بعض الأحيان يتوقف هطول الأمطار لمدة عام واحد أو أكثر، مما يتسبب في كثير من الأحيان في حالات جفاف إقليمية. تأثرت مجموعات السكان الأصليين الذين سكنوا الأرض بالجفاف الشديد، مما أجبرهم على الانتقال إلى المنطقة الساحلية الرطبة، ولكن نادرًا ما حدث ذلك. يتأثر الشمال الشرقي بشدة بظاهرة النينيو وبدرجات حرارة سطح المحيط الأطلسي. تتميز سنوات النينيو بسقوط أمطار أقل من المتوسط في المنطقة شبه القاحلة، والتي يبلغ متوسطها عادة 800 مم سنويًا ولكنها تتركز في فترة زمنية قصيرة أحيانًا أقصر من شهرين. خلال فترات الجفاف الشديد، يمكن أن ينخفض هطول الأمطار بأكثر من 50٪. كنتيجة مباشرة للتباين في الأنماط المناخية حول العالم في عام 1877، شهدت أجزاء من سيارا هطول الأمطار لمدة أربعة أيام من 18 مارس إلى 21 مارس. سمحت هذه الأمطار للبذور بالإنبات، لكنها لم تكن كافية للحفاظ على الزراعة وقطعان الماشية. هلك الكثير من الغطاء النباتي بسرعة.
أدى الوضع الناجم عن زيادة الهجرة البشرية إلى المناطق الداخلية الشمالية الشرقية إلى جعل الأرض أكثر عرضة للجفاف. حيث يؤثر غياب المياه على الزراعة أولاً، ولكن له تداعيات اقتصادية واجتماعية وبيئية أيضاً. يُعد الجفاف الكبير الآن جزءًا لا يتجزأ من بيئة الشمال الشرقي وقد تسببت حلقات مختلفة عبر التاريخ في أضرار جسيمة لحالاتها، على الرغم من أنها غالبًا ما تُنسى بمجرد مرورها. تعود مخرجات الزراعة والمراعي إلى طبيعتها، مما يمنح الناس إحساسًا موجزًا بالأمان قبل حلول الجفاف التالي. وقد أطلق البروفيسور دونالد ويلهايت من جامعة نبراسكا على تكرار الأحداث والركود السلوكي اسم «الدورة المائية».

### المناخ الاجتماعي
في وقت الجفاف الكبير، كان الاختلاف الإقليمي بين الشمال الشرقي والجنوب الشرقي عاملاً مهمًا في الإمبراطورية البرازيلية وأدى إلى تفاقم الكارثة البيئية. كان الشمال الشرقي مركزًا للازدهار الاقتصادي الذي قاده السكر في القرن الثامن عشر وشهد أيضًا زيادة في إنتاج القطن، والذي أصبح أحد أكبر الصادرات بحلول القرن التاسع عشر. من ناحية أخرى، تطور الجنوب الشرقي بشكل أقل مؤخرًا، وسيطرت صناعة البُن المستقلة على السوق، مما أدى إلى فرض أسعار الصرف وتجاوز صناعة السكر التي كانت قوية في السابق وصناعة القطن التي لا تقل أهمية في الشمال الشرقي.
في عام 1870، كانت نوعية الحياة في الشمال الشرقي مماثلة لتلك الموجودة في الجنوب والجنوب الشرقي. ومع ذلك، تغير هذا بسرعة كبيرة حيث انخفض دخل الفرد في الشمال الشرقي بنسبة 30٪ ، بينما ظل دون تغيير تقريبًا في الجنوب. يمكن رؤية التنمية الإقليمية غير المتكافئة في القرن التاسع عشر في ارتفاع قيمة المنتجات وخفض قيمتها في المنطقتين. في سيارا، تغير نصيب الفرد بقيمة المنتج من 2.2 جنيه إسترليني في عام 1872 إلى 0.8 جنيه إسترليني في عام 1900، وهو تغير بنسبة -275٪. في ساو باولو، ارتفع نصيب الفرد بقيمة المنتج من 3.1 جنيه إسترليني إلى 15.7 جنيه إسترليني، وهو تغير + 506٪ في نفس الفترة.
في سبعينيات القرن التاسع عشر، وجهت الولايات الجنوبية اهتمامها إلى الهجرة كحل لعدم توفر العمالة لاقتصادها سريع النمو. طالبت النخب بإحضار المهاجرين إلى الجنوب ليس من المقاطعات الشمالية الشرقية ولكن من الدول الأوروبية والآسيوية. الدوافع وراء هذا التفضيل ليست واضحة تمامًا، لكن يلوم البعض المواقف العرقية من جانب مزارعي البن الذين اعتبروا سكان سيرتاو كسولين وأقل إنتاجية.

الشكل 1 - خطوط السكك الحديدية في البرازيل ، 2017

كانت البنية التحتية في المناطق الجنوبية أكثر تطوراً وفعالية من تلك الموجودة في الولايات الشمالية الشرقية الأفقر. تم بناء أول خط سكة حديد في عام 1852، ليربط ميناء ماوا بـ Raiz da Serra في ولاية ريو دي جانيرو. بحلول عام 1900، امتلكت البرازيل حوالي 20 ألف كيلومتر من المسار. كما هو مبين في الشكل 1، كان لدى الجنوب شبكة سكك حديدية أكثر تفصيلاً ساهمت أيضًا في نقل البضائع. في المقابل، كان مجمع السكك الحديدية في الشمال الشرقي محدودًا للغاية، ويخدم في الغالب المدن الساحلية. بحلول عام 1889، كانت مناطق ساو باولو وريو دي جانيرو وميناس جيرايس - مناطق زراعة البن الرئيسية - تمتلك 65 ٪ من إجمالي خطوط السكك الحديدية، مقارنة بـ 35 ٪ فقط من بقية البلاد. أدى عدم وجود خطوط سكك حديدية واسعة النطاق في الشمال الشرقي إلى تباطؤ حركة البضائع والأشخاص وارتفاع تكاليف النقل. إلى جانب قلة عدد الأنهار الصالحة للملاحة وعدم استقرار الطرق في الشمال الشرقي، أدت التفاوتات بين المنطقتين إلى تفاقم الجفاف.
علاوة على ذلك، اعتقد معظم المسؤولين الحكوميين في الجنوب أن سكان سيرتاو لم يكونوا راغبين في العمل، الأمر الذي أوضح لهم الديناميكية البطيئة لاقتصاد الشمال الشرقي. ومع ذلك، بعد تجربة غياب تطوير البنية التحتية بشكل مباشر، اعتقد سكان سيرتاو أن حكومة الإمبراطورية فضلت الولايات الجنوبية وقدمت لهم فرصًا قليلة، إن وجدت، للعمل وتحسين البنية التحتية التي هم في أمس الحاجة إليها. يرجع عدم توافر الاستثمار الحكومي في الشمال الشرقي جزئيًا إلى الصعوبات المالية، ولكن بالنسبة للعديد من سكان الشمال الشرقي، كان يُنظر إليه على أنه محاولة خبيثة لإبطاء النمو الاقتصادي في أراضيهم.
نتيجة لعدم المساواة الاقتصادية والاجتماعية الإقليمية، ساهم التوتر بين المقاطعات في الإدارة غير الفعالة للمشاكل التي سببها الجفاف العظيم.

### الاقتصاد
ركز الاقتصاد البرازيلي خلال النصف الثاني من القرن التاسع عشر على صادرات المواد الخام. كان السوق المحلي متخلفًا بسبب نقص الائتمان والاستدامة الذاتية الكاملة للمزارعين والقرى والمدن التي كانت مصادرها الأساسية للغذاء هي زراعة الكفاف ورعي الماشية. خلال النصف الأول من القرن التاسع عشر، خصصت الحكومة الإمبراطورية قدرًا كبيرًا من الموارد لبناء الطرق والموانئ. جعلت الأولى النقل بين الأقاليم أسهل بكثير (على الرغم من أنها في الجنوب حصريًا تقريبًا) وفتحت الثانية الباب أمام التجارة الخارجية. بالنسبة لدولة ذات رأس مال محدود، كانت الصادرات أساسية لبقاء الاقتصاد البرازيلي. كان السكر والقطن من الصادرات الرئيسية لمعظم القرن الثامن عشر وبداية القرن التاسع عشر. ومع ذلك، فقد حققت القهوة دخولًا كبيرًا في أوائل القرن العشرين ونمت بسرعة، من بين عوامل أخرى، عدم وجود منافسين بارزين في جميع أنحاء العالم، على عكس صناعات السكر والقطن العالمية. وتجدر الإشارة إلى أن صناعة القطن كانت مزدهرة في ستينيات القرن التاسع عشر نتيجة للحرب الأهلية الأمريكية وانعكاساتها على أسواق القطن في أمريكا الشمالية. قدم هذا النمو الاقتصادي السريع والخادع دخلاً كافياً للشمال الشرقي ولكن تبعه دين وترسيخ وتوتر خلال سبعينيات القرن التاسع عشر. مع التصنيع وتحسين مستويات المعيشة في أوروبا وأمريكا الشمالية، توسع استهلاك القهوة بشكل كبير. في عقد العشرينيات من القرن التاسع عشر، شكلت القهوة 19٪ من إجمالي الصادرات، ولكن بحلول عام 1891، ارتفعت هذه الحصة إلى 63٪. المنتج، الذي تم إنتاجه بشكل حصري تقريبًا في الولايات الجنوبية الشرقية الثلاث، ساو باولو وريو دي جانيرو وميناس جيرايس، وأدى إلى انخفاض أسعار السكر والقطن، مما دفع اقتصاد الشمال الشرقي نحو الانحدار قبل فترة وجيزة من الجفاف.

## الأعمال الخيرية
على الرغم من أنه أكثر من استثناء، فقد ساعد بعض أعضاء النخبة في سكان سيرتاو، مثل رودولفو تيوفيلو، الصيدلاني الذي طور لقاحًا للجدري ووزعه في جميع أنحاء سيرتاو.  تم جمع غالبية المساعدات الأولية لضحايا الجفاف من خلال الجمعيات الخيرية المدنية. أنشأ بعض المواطنين في المقاطعات الأقل تضررًا، مثل بيرنامبوكو، اشتراكات عامة وأرسلوا الأموال ومواد الإغاثة الأخرى التي تم جمعها إلى الضحايا عبر السفن دون فرض رسوم على النقل. ومع ذلك، فإن الأحكام المشتراة لم يتم شراؤها بالضرورة «بحكمة» وسرعان ما أصبح واضحًا أن المؤسسات الخيرية الخاصة لم تكن كافية للتغلب على الكارثة.

## ردود الفعل
كان رد الفعل في جميع أنحاء العالم صامتًا. في البرازيل، أدى ضعف قنوات الاتصال والتفوق الملحوظ من جانب جنوب شرق البرازيل المهيمن سياسيًا إلى تجاهل تقارير الجفاف إلى حد كبير. أما خارج البرازيل، فقد أدى تفشي النزعة المركزية الأوروبية إلى تثبيط الإبلاغ عن الكارثة.
في مناطق البرازيل التي لم تتأثر بالجفاف، كان رد الفعل الأولي غير موجود. رأت النخب في جنوب البرازيل الجفاف نتيجة للكسل الشمالي الشرقي. وأشارت هذه النخب إلى الافتقار إلى البنية التحتية مثل الآبار العميقة والسدود، على الرغم من أن إنشاء هذه المشاريع كان قيد التنفيذ قبل الجفاف. يكتب غرينفيلد أن أعضاء مجلس الشيوخ البرازيليين شككوا في ذكاء سكان سيرتاو من خلال التساؤل عن سبب عدم قيامهم ببناء آبار ارتوازية. وفقًا لغرينفيلد، نشأ وهم أعضاء مجلس الشيوخ من حقائق اجتماعية وسياسية شديدة الاختلاف بينهم وبين سكان سيرتاو الذين يكافحون.
كما أدى الجفاف أيضًا إلى وضع حد للاعتقاد السائد المتمثل في الاستثناء البرازيلي فيما يتعلق بالمداري المدارية. ذكر الخطاب العلمي السائد في ذلك الوقت أن مناخ البلدان الاستوائية جعل الناس كسالى وغير أذكياء ويسمح للأمراض بالتفاقم. لم يكن لدى البرازيل أوبئة كبيرة من الجدري والحمى الصفراء والكوليرا بين وقت الاتصال الأولي للمستكشفين البرتغاليين بالسكان الأصليين (الذين أصيبوا بأمراض لا يقاومونها) والجفاف. ومع ذلك، في عام 1878، اجتاحت الأوبئة البرازيل.
في بقية العالم، بالكاد تم الإبلاغ عن الجفاف العظيم. كانت التقارير ذات مركزية أوروبية ولم يتسبب الجفاف في الهجرة من البرازيل كما فعلت المجاعة الأيرلندية. عادةً ما كان سكان سيرتاو نازحين داخليين، حيث انتقل العديد منهم إلى الأمازون بحثًا عن عمل في حصاد المطاط.
ظهر مقال واحد معمق في نيويورك هيرالد عام 1879. وصف المقال الذي كتبه عالم الطبيعة الأمريكي هربرت هانتينغدون سميث، مشاهد مروعة لـ «الهياكل العظمية الحية»،  الأكواخ المزدحمة المليئة بالمهاجرين، وحتى أكل لحوم البشر. لم تحشد مقالة هيرالد مساعدات دولية كبيرة.

## استجابة الحكومة
أثر الجفاف الكبير تاريخياً على السياسات العامة البرازيلية المتعلقة بالجفاف. يذكر غرينفيلد أن «جذور تعريف الجفاف والإغاثة كقضايا وطنية، تعود إلى الجفاف العظيم». اعترفت الحكومة البرازيلية بالجفاف في الشمال الشرقي فقط باعتباره شأنًا وطنيًا يجب أن يحظى باهتمام الحكومة بعد الجفاف الكبير.
في أكتوبر من عام 1877، كان أول موقع من الإمبراطورية لحل الجفاف هو تشكيل لجنة بهدف السفر حول سيارا، ودراسة الوسائل العملية لتوفير المياه الكافية للسكان وإنتاج الماشية أثناء فترات الجفاف، وإنشاء نظام الري لدعم زراعة الأرض دائمًا. تم تشكيل هذه اللجنة من قبل أعضاء معهد البوليتكنيك في ريو ومثقفين آخرين من الجنوب الشرقي.
بحلول يونيو 1879، توقفت جميع عمليات الإغاثة الحكومية، على الرغم من أن الجفاف لم ينته حتى عام 1880. بعد الجفاف الكبير، عانى الشمال الشرقي باستمرار من الجفاف المتكرر (1888-89، 1900، 1903-4) وفي عام 1909، أنشأت الحكومة Inspetoria de Obras Contra as Secas (IOCS). ركز هذا الجهاز الحكومي بشكل أساسي على زيادة البنية التحتية لتخزين المياه، ولكن حتى اليوم لا يزال النظام غير كافٍ لتعزيز الإغاثة أثناء الجفاف.

## عدد القتلى
لا يوجد عدد واضح للقتلى، على الرغم من أنه يمكن التحقق من مجموعة من خلال فحص الأدبيات المكتوبة في أواخر سبعينيات القرن التاسع عشر. كتب سميث، الذي كان في رحلة استكشافية إلى البرازيل عندما وقعت الكارثة، عن الوفاة التي شهدها. وادعى أن «معدل وفيات سيارا بالكامل» كان ما يقرب من «500,000، أو أكثر من نصف السكان». يذكر سميث أيضًا، في مقال كتبه لصحيفة نيويورك هيرالد، أنه «بحلول 20 ديسمبر 1878 كان معدل الوفيات 400 يوميًا» في فورتاليزا، وهي مدينة شهيرة للهجرة داخل سيارا. ولكن، كما أكدت ويلينغتون بوست، لم تفرض فورتاليزا عقوبات على الجميع: «ما لا يقل عن 200,000 لاجئ»، أُجبروا على «التخييم حول المدينة الأكبر»، حيث «معدل الوفيات بسبب المجاعة ... كان يصل إلى عشرين في اليوم». في المجمل، وجدت ولينغتون بوست أن «الجفاف كله» أدى إلى وفاة «تصل إلى 300,000». يمكن رؤية المزيد من التباين في الإحصائيات من خلال مقال نشرته صحيفة نيويورك تايمز بعنوان «الوباء والمجاعة في البرازيل»، والذي يعلن أن «150,000 شخص ماتوا» من سوء التغذية ونتيجة للجفاف.
على الرغم من أن التناقض بين المصادر قد يكون مقلقًا، إلا أن التباين مفهوم ويمكن تفسيره عند دراسة Grande Seca باعتباره وباءًا وطنيًا بدلاً من الجفاف. من الواضح أن هناك مؤشرًا على حدوث كارثة وطنية حيث أن ظهور ظاهرة النينيو والجفاف الكبير قد شهد أيضًا عودة ظهور الجدري. في عام 1878، في خضم الجفاف، ظهر الجدري في سيارا، حيث شكل الآلاف من المهاجرين اليائسين المحاصرين في مخيمات اللاجئين بيئة أساسية لانتقال المرض. مع ما يقدر بنحو 95 ٪ من سكان فورتاليزا يفتقرون إلى التطعيم، على مدى الأشهر الثلاثة التالية، أودى الجدري بحياة أكثر من 15000 شخص. على الرغم من أن الجدري كان منتشرًا في جميع أنحاء البرازيل قبل غراندي سيكا، إلا أنه من الصعب التأكد مما إذا كان المرض قد عاود الظهور بشكل شرس دون المعرضين للإصابة بالأمراض وسوء التغذية والسكان المكثفين في سيارا.
بحلول آب (أغسطس) 1881، أي ما يقرب من عامين بعد الجفاف، «لم يعد 50 بالمائة من اللاجئين» إلى ديارهم. قد لا يكون من الممكن أبدا التحقق من معدل بقاء هؤلاء المواطنين النازحين.

## داء ليشمانيا البرازيلي
الليشمانيا البرازيلية هي نوع من الليشمانيا أو داء الليشمانيات الذي ظهر في شمال شرق البرازيل. وهو مرض معد ينتشر عن طريق طفيلي في ذباب الرمل. من المفترض أن ظهور داء الليشمانيات في البرازيل، وتحديداً في ولاية سيارا الشمالية الشرقية، يعود إلى الجفاف العظيم في البرازيل في القرن التاسع عشر. أدى غراندي سيكا من 1877 إلى 1878 إلى هجرة جماعية لما يقرب من 55 ألف برازيلي من سيارا إلى الأمازون للعمل في مزارع المطاط. ينتقل المرض بسهولة وغالبًا في المزارع التي يعيش ويعمل فيها الناس.

## ما بعد الكارثة
لم يدمر غراند سيكا حياة وسبل عيش سكان سيارا فحسب، بل أدى الجفاف أيضًا إلى جفاف الاقتصاد . تم تدمير الإنتاج والتنمية في الشمال الشرقي دون هطول الأمطار. كما تسبب «الاحتيال من جانب الموظفين العموميين»، الذين كانوا في كثير من الأحيان في مجموعات مع متعاقدين من القطاع الخاص، في فشل مخططات الإغاثة. لم يكن من النادر أن يقوم مدير المستعمرة بتجميل سكان المستوطنة بينما يختلس الإمدادات اللازمة للحفاظ على المستعمرة، مما يزيد من إعاقة سكان سيرتاو.
بعد سقوط «مخططات الإغاثة»، هرب سكان سيرتاو الجائعون في يأس إلى أيدي أباطرة المطاط المتعطشين للعمال. في منطقة الأمازون الحارة التي ينتشر فيها المرض، احتفظ «نخبة الأمازون» بـ المهاجرون وحوّلوا ما «لم يكن يُصنع» إلى صناعة مربحة للغاية. وفقًا لجمعية التاريخ الاقتصادي، «باعت البرازيل ما يقرب من تسعين بالمائة من إجمالي المطاط التجاري في العالم» خلال العقود التي أعقبت الجفاف العظيم. على الرغم من أن بعض هذا النجاح قد يُنسب إلى الوفرة الطبيعية لأشجار Hevea ، إلا أن تكاليف أصبحت أقل بشكل كبير مع دخول الآلاف من سكان سيرتاو البائسة إلى القوى العاملة.
على الرغم من أن الآثار المباشرة لـ Grande Seca كانت ضارة ، إلا أن حالة البلاد الكئيبة استمرت مع تداعيات الجفاف. لا يزال الشمال الشرقي منطقة فقيرة ، حيث لا يزال «77٪ من سكان الريف» يعيشون في فقر معتدل و «51٪ من سكان الريف يعيشون في فقر مدقع»، على الرغم من الزيادات العامة في الدخل الفردي. بشكل عام ، تتمتع ولاية سيارا بالمرتبة 23 من حيث نصيب الفرد من الناتج المحلي الإجمالي الأدنى مقارنة بالولايات البرازيلية ، بمتوسط «10 دولارات ، 473 ريال برازيلي». بالنظر إلى أن «ما يقرب من 50٪ من المزارعين في سيارا لا يملكون أرضًا»، مع امتلاك العديد منهم «قطع أرض صغيرة جدًا لتشكيل وحدة إنتاج قابلة للحياة»، فإن هذه الإحصائيات لا مفر منها.

### خيال
- جراسيليانو راموس ، فيداس سيكاس («حياة قاحلة»)، رواية